# ۶۴۰ (قمری)
۶۴۰ (قمری)، ششصد و چهلمین سال در گاهشماری هجری قمری است. اول محرم این سال برابر با یکم ژوئیه سال ۱۲۴۲ میلادی است.